# Vrély
Vrély est une commune française située dans le département de la Somme, en région Hauts-de-France.

## Géographie

### Localisation
Vrély est un village rural du Santerre situé à 13 km à vol d'oiseau au nord-ouest de Roye, 19 km au nord-est de Montdidier, 30 km au sud-est d'Amiens, 22 km au sud d'Albert et 43 km à l'ouest de Saint-Quentin.
Il est desservi par la route départementale 329, l'axe Rosières-Bouchoir.

#### Communes limitrophes
Les communes limitrophes sont  Beaufort-en-Santerre, Caix, Méharicourt, Rosières-en-Santerre et Warvillers.

### Hydrographie

#### Réseau hydrographique
La commune est située dans le bassin Artois-Picardie. Elle est drainée par la Caix.

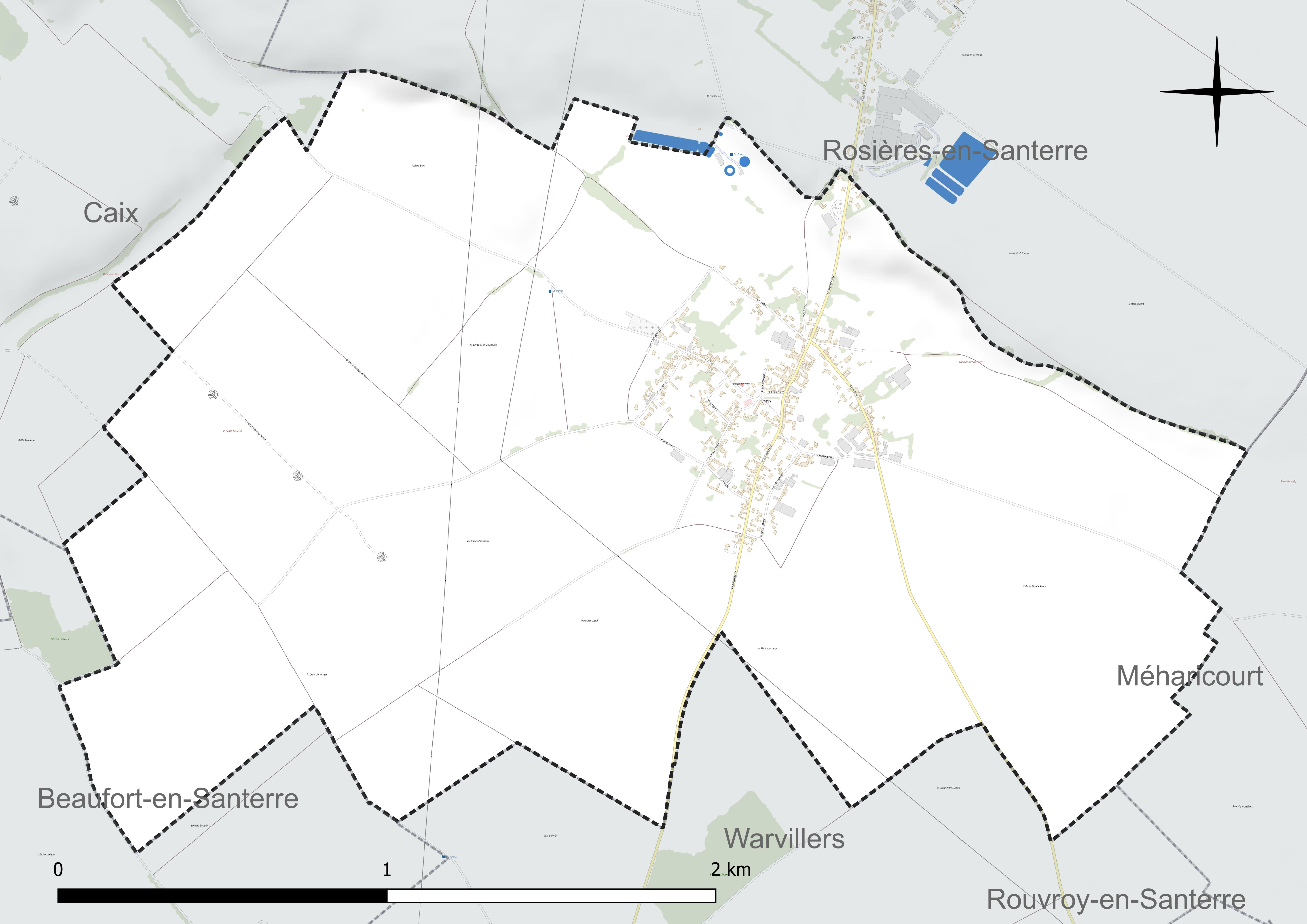
Réseau hydrographique de Vrély.

#### Gestion et qualité des eaux
Le territoire communal est couvert par le schéma d'aménagement et de gestion des eaux (SAGE) « Somme aval et Cours d'eau côtiers ». Ce document de planification concerne un territoire de 1 835 km2 de superficie, délimité par le bassin versant de la Somme canalisée. Le périmètre a été arrêté le 29 avril 2010 et le SAGE proprement dit a été approuvé le 6 août 2019. La structure porteuse de l'élaboration et de la mise en œuvre est le syndicat mixte d'aménagement hydraulique du bassin versant de la Somme (AMEVA).
La qualité des cours d'eau peut être consultée sur un site dédié géré par les agences de l'eau et l'Agence française pour la biodiversité.

### Climat
Pour des articles plus généraux, voir Climat des Hauts-de-France et Climat de la Somme.
En 2010, le climat de la commune est de type climat océanique dégradé des plaines du Centre et du Nord, selon une étude du CNRS s'appuyant sur une série de données couvrant la période 1971-2000. En 2020, Météo-France publie une typologie des climats de la France métropolitaine dans laquelle la commune est exposée à un climat océanique et est dans la région climatique Nord-est du bassin Parisien, caractérisée par un ensoleillement médiocre, une pluviométrie moyenne régulièrement répartie au cours de l'année et un hiver froid (3 °C).
Pour la période 1971-2000, la température annuelle moyenne est de 10,3 °C, avec une amplitude thermique annuelle de 14,6 °C. Le cumul annuel moyen de précipitations est de 699 mm, avec 11,2 jours de précipitations en janvier et 8,5 jours en juillet. Pour la période 1991-2020, la température moyenne annuelle observée sur la station météorologique la plus proche, située sur la commune de Rouvroy-en-Santerre à 3 km à vol d'oiseau, est de 10,8 °C et le cumul annuel moyen de précipitations est de 635,8 mm,. Pour l'avenir, les paramètres climatiques de la commune estimés pour 2050 selon différents scénarios d'émission de gaz à effet de serre sont consultables sur un site dédié publié par Météo-France en novembre 2022.
| Mois                                  | jan.           | fév.           | mars           | avril         | mai             | juin          | jui.          | août          | sep.          | oct.          | nov.            | déc.           | année      |
| ------------------------------------- | -------------- | -------------- | -------------- | ------------- | --------------- | ------------- | ------------- | ------------- | ------------- | ------------- | --------------- | -------------- | ---------- |
| Température minimale moyenne (°C)     | 1,4            | 1,7            | 3,1            | 4,4           | 8               | 10,6          | 12,3          | 12,3          | 9,8           | 7,5           | 4,1             | 2              | 6,4        |
| Température moyenne (°C)              | 3,8            | 4,6            | 7,2            | 9,8           | 13,3            | 16,2          | 18,3          | 18,4          | 15,1          | 11,5          | 7,1             | 4,4            | 10,8       |
| Température maximale moyenne (°C)     | 6,2            | 7,5            | 11,2           | 15,2          | 18,5            | 21,8          | 24,3          | 24,4          | 20,5          | 15,6          | 10,1            | 6,7            | 15,2       |
| Record de froid (°C) date du record   | −17,5 07.01.09 | −11,6 12.02.12 | −12,5 13.03.13 | −4,8 08.04.03 | −2,3 05.05.1996 | 2,2 05.06.12  | 2,8 03.07.11  | 3,7 02.08.15  | −0,9 25.09.03 | −6,1 24.10.03 | −9,2 24.11.1998 | −14,4 18.12.10 | −17,5 2009 |
| Record de chaleur (°C) date du record | 14,9 09.01.15  | 18 24.02.21    | 24,4 31.03.21  | 27,2 15.04.07 | 30,2 27.05.05   | 35,3 18.06.22 | 41,6 25.07.19 | 39,1 12.08.03 | 34,2 09.09.23 | 28,1 01.10.11 | 19,9 06.11.18   | 16,2 07.12.00  | 41,6 2019  |
| Précipitations (mm)                   | 45,6           | 43             | 44,1           | 39,4          | 61,3            | 55,3          | 63,8          | 62,4          | 45,1          | 58,1          | 52,4            | 65,3           | 635,8      |

## Urbanisme

### Typologie
Au 1er janvier 2024, Vrély est catégorisée bourg rural, selon la nouvelle grille communale de densité à sept niveaux définie par l'Insee en 2022.
Elle appartient à l'unité urbaine de Rosières-en-Santerre, une agglomération intra-départementale regroupant deux  communes, dont elle est une commune de la banlieue,,. La commune est en outre hors attraction des villes,.

### Occupation des sols

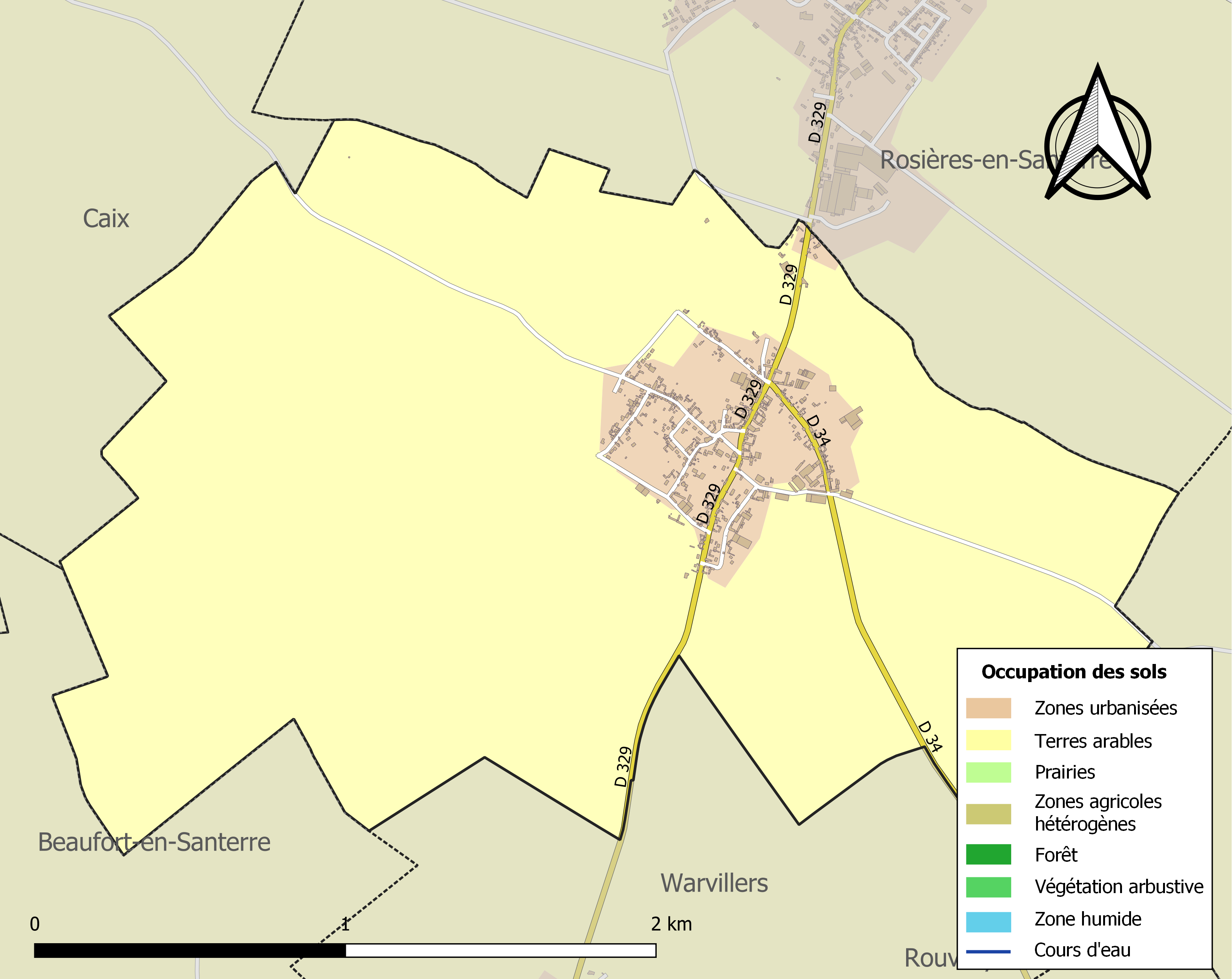
Carte des infrastructures et de l'occupation des sols de la commune en 2018 (CLC).

L'occupation des sols de la commune, telle qu'elle ressort de la base de données européenne d'occupation biophysique des sols Corine Land Cover (CLC), est marquée par l'importance des territoires agricoles (92,7 % en 2018), une proportion sensiblement équivalente à celle de 1990 (93 %). La répartition détaillée en 2018 est la suivante : 
terres arables (92,7 %), zones urbanisées (7,3 %). L'évolution de l'occupation des sols de la commune et de ses infrastructures peut être observée sur les différentes représentations cartographiques du territoire : la carte de Cassini (XVIIIe siècle), la carte d'état-major (1820-1866) et les cartes ou photos aériennes de l'IGN pour la période actuelle (1950 à aujourd'hui).

### Habitat et logement
En 2018, le nombre total de logements dans la commune était de 215, alors qu'il était de 216 en 2013 et de 207 en 2008.
Parmi ces logements, 84 % étaient des résidences principales, 5,3 % des résidences secondaires et 10,6 % des logements vacants. Ces logements étaient pour 99,5 % d'entre eux des maisons individuelles et pour 0,5 % des appartements.
Le tableau ci-dessous présente la typologie des logements à Vrély en 2018 en comparaison avec celle de la Somme et de la France entière. Une caractéristique marquante du parc de logements est ainsi une proportion de résidences secondaires et logements occasionnels (5,3 %) inférieure à celle du département (8,3 %) et à celle de la France entière (9,7 %). Concernant le statut d'occupation de ces logements, 74,9 % des habitants de la commune sont propriétaires de leur logement (76,1 % en 2013), contre 60,3 % pour la Somme et 57,5 % pour la France entière.
| Typologie                                               | Vrély | Somme | France entière |
| ------------------------------------------------------- | ----- | ----- | -------------- |
| Résidences principales (en %)                           | 84    | 83,3  | 82,1           |
| Résidences secondaires et logements occasionnels (en %) | 5,3   | 8,3   | 9,7            |
| Logements vacants (en %)                                | 10,6  | 8,4   | 8,2            |

## Toponymie
Dès 986, Verliacus est produit. Suivront Verleium et Verli en 1165. Puis Verly et Vreli en 1223 précèdent la forme actuelle de Vrely en 1407.
Vrely pourrait signifier Lieu de guerre.

## Histoire

### Antiquité
Un ancien cimetière gallo-romain a été découvert au lieu-dit le Garganteau. Des cercueils et des squelettes ont été mis au jour lors de différentes fouilles.

### Moyen Âge
Le village a possédé une abbaye de bénédictins.
Le château fort local était relié à celui de Beaufort par des souterrains qui existent encore en 1899.

### Révolution française et Empire
Des troubles sont signalés à cause des Cosaques en 1814 et 1815.

### Époque contemporaine
Lors de la guerre franco-allemande de 1870, le village est éprouvé lors du passage des troupes prussiennes en 1870-1871. Cinq jeunes de la commune trouvent la mort au cours des hostilités.

#### Première Guerre mondiale
La commune se trouve dans la zone des combats de la Première Guerre mondiale,,. Des soldats canadiens sont inhumés au cimetière communal.
Le village est considéré comme détruit à la fin de la guerre et a  été décoré de la croix de guerre 1914-1918, le 3 novembre 1920.

## Politique et administration

### Rattachements administratifs et électoraux

#### Rattachements administratifs
La commune se trouvait de 1793 à 2016 dans l'arrondissement de Montdidier du département de la Somme. Par arrêté préfectoral du 27 décembre 2016, la commune en est détachée le 1er janvier 2017 pour intégrer l'arrondissement de Péronne
Elle faisait partie depuis 1793 du canton de Rosières-en-Santerre. Dans le cadre du redécoupage cantonal de 2014 en France, cette circonscription administrative territoriale a disparu, et le canton n'est plus qu'une circonscription électorale.

#### Rattachements électoraux
Pour les élections départementales, la commune fait partie depuis 2014 du  canton de Moreuil.
Pour l'élection des députés, elle fait partie depuis 1958 de la cinquième circonscription de la Somme.

### Intercommunalité
La commune faisait partie de la communauté de communes du Santerre créée le 31 décembre 1993.
Dans le cadre des dispositions de la loi portant nouvelle organisation territoriale de la République du 7 août 2015, qui prévoit que les établissements publics de coopération intercommunale (EPCI) à fiscalité propre doivent avoir un minimum de 15 000 habitants, la préfète de la Somme propose en octobre 2015 un projet de nouveau schéma départemental de coopération intercommunale (SDCI) qui prévoit la réduction de 28 à 16 du nombre des intercommunalités à fiscalité propre du département.
Le projet préfectoral prévoit la « fusion des communautés de communes de Haute-Picardie et du Santerre », le nouvel ensemble de 17 954 habitants regroupant 46 communes,,. À la suite de l'avis favorable de la commission départementale de coopération intercommunale en janvier 2016, la préfecture sollicite l'avis formel des conseils municipaux et communautaires concernés en vue de la mise en œuvre de la fusion le 1er janvier 2017.
Cette procédure aboutit à la création au 1er janvier 2017 de la communauté de communes Terre de Picardie, dont la commune est désormais membre.

### Liste des maires
| Période                                  | Période                    | Identité           | Étiquette | Qualité                                                                                                 |
| ---------------------------------------- | -------------------------- | ------------------ | --------- | --- |
| Les données manquantes sont à compléter. |                            |                    |           | |
|                                          |                            |                    |           | |
| 1960 (?)                                 | 1995 (?)                   | M. Dumont          |           | instituteur du village                                                                                  |
| juin 1995                                | mai 2023                   | Jean-Marie Adde,   |           | conducteur de travaux (sté de distribution des eaux) — mort le 1er mai 2023 pendant son mandat de maire |
| juin 2023                                | En cours (au 28 juin 2025) | Dominique Pronnier |           | ouvrier qualifié dans l’industrie                                                                       |

## Équipements et services publics

### Enseignement
Le village n'a plus d'école.
Ses anciens locaux sont désormais une salle communale et associative.

## Population et société

### Démographie
L'évolution du nombre d'habitants est connue à travers les recensements de la population effectués dans la commune depuis 1793. Pour les communes de moins de 10 000 habitants, une enquête de recensement portant sur toute la population est réalisée tous les cinq ans, les populations de référence des années intermédiaires étant quant à elles estimées par interpolation ou extrapolation. Pour la commune, le premier recensement exhaustif entrant dans le cadre du nouveau dispositif a été réalisé en 2004.

En 2022, la commune comptait 457 habitants, en évolution de +6,53 % par rapport à 2016 (Somme : −1,26 %, France hors Mayotte : +2,11 %).
| 1793 | 1800 | 1806 | 1821 | 1831 | 1836 | 1841 | 1846 | 1851 |
| ---- | ---- | ---- | ---- | ---- | ---- | ---- | ---- | ---- |
| 759  | 736  | 856  | 866  | 905  | 920  | 914  | 918  | 903  |

| 1856 | 1861 | 1866 | 1872 | 1876 | 1881 | 1886 | 1891 | 1896 |
| ---- | ---- | ---- | ---- | ---- | ---- | ---- | ---- | ---- |
| 821  | 895  | 853  | 807  | 795  | 761  | 707  | 747  | 701  |

| 1901 | 1906 | 1911 | 1921 | 1926 | 1931 | 1936 | 1946 | 1954 |
| ---- | ---- | ---- | ---- | ---- | ---- | ---- | ---- | ---- |
| 641  | 639  | 581  | 472  | 516  | 461  | 495  | 499  | 448  |

| 1962 | 1968 | 1975 | 1982 | 1990 | 1999 | 2004 | 2006 | 2009 |
| ---- | ---- | ---- | ---- | ---- | ---- | ---- | ---- | ---- |
| 457  | 486  | 423  | 415  | 406  | 431  | 457  | 460  | 452  |

| 2014 | 2019 | 2022 | - | - | - | - | - | - |
| ---- | ---- | ---- | - | - | - | - | - | - |
| 440  | 449  | 457  | - | - | - | - | - | - |

### Manifestations culturelles et festivités
L'association Détente, Fêtes et Loisirs organise chaque année un marché aux plantes et un concours d'épluchage de patates réservé aux hommes, dont la treizième édition a lieu en avril 2023

## Culture locale et patrimoine

### Lieux et monuments
- La mairie, reconstruite en 1935, agrandie et rendue accessible aux personnes à mobilité réduite en 2017-2018[35]

- Église Saint-Pierre[40],[41], détruite lors des combats de la Première Guerre mondiale et reconstruite dans l'entre-deux-guerres. La décoration intérieure a été conçue par Pierre Ansart.
Des travaux de restauration interviennent en 2021-2022[42].

- Chapelle Notre-Dame-du-Bon-Secours. Construite en 1842, rénovée en 1933, à la sortie du village, vers Caix[43].
- Monument aux morts, représentant une infirmière soutenant un soldat blessé[44].

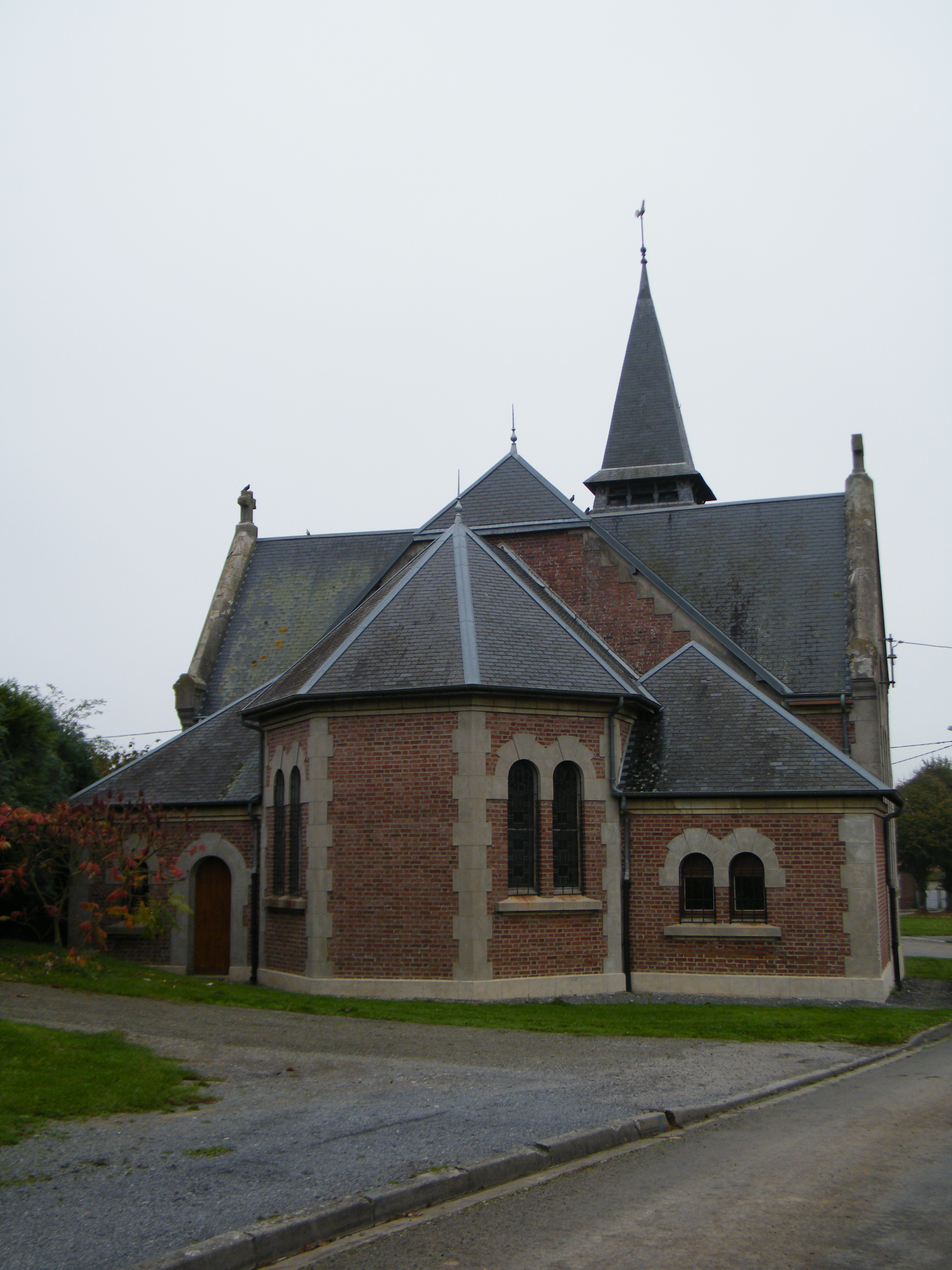
Le chevet de l'église.
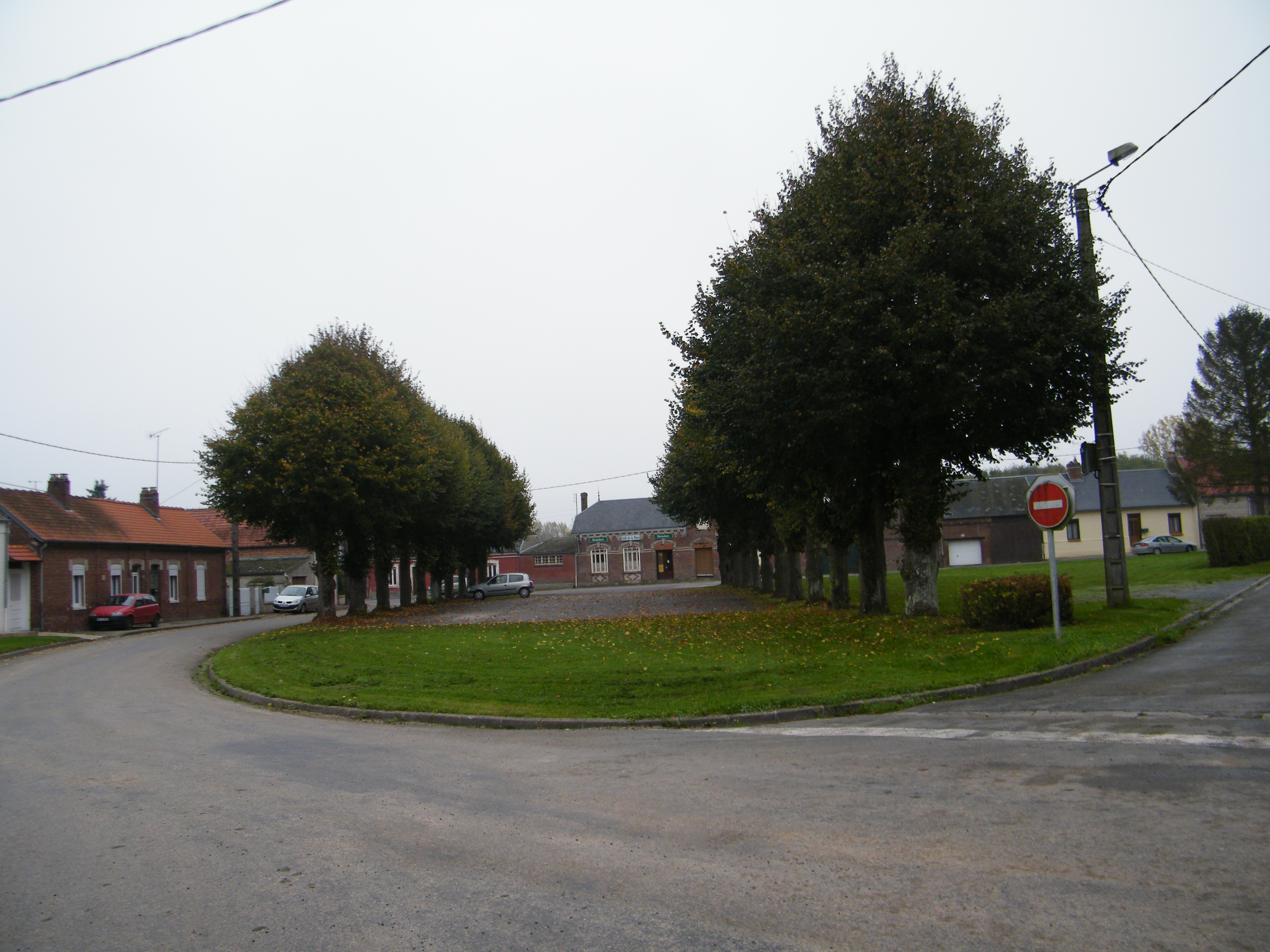
La place.
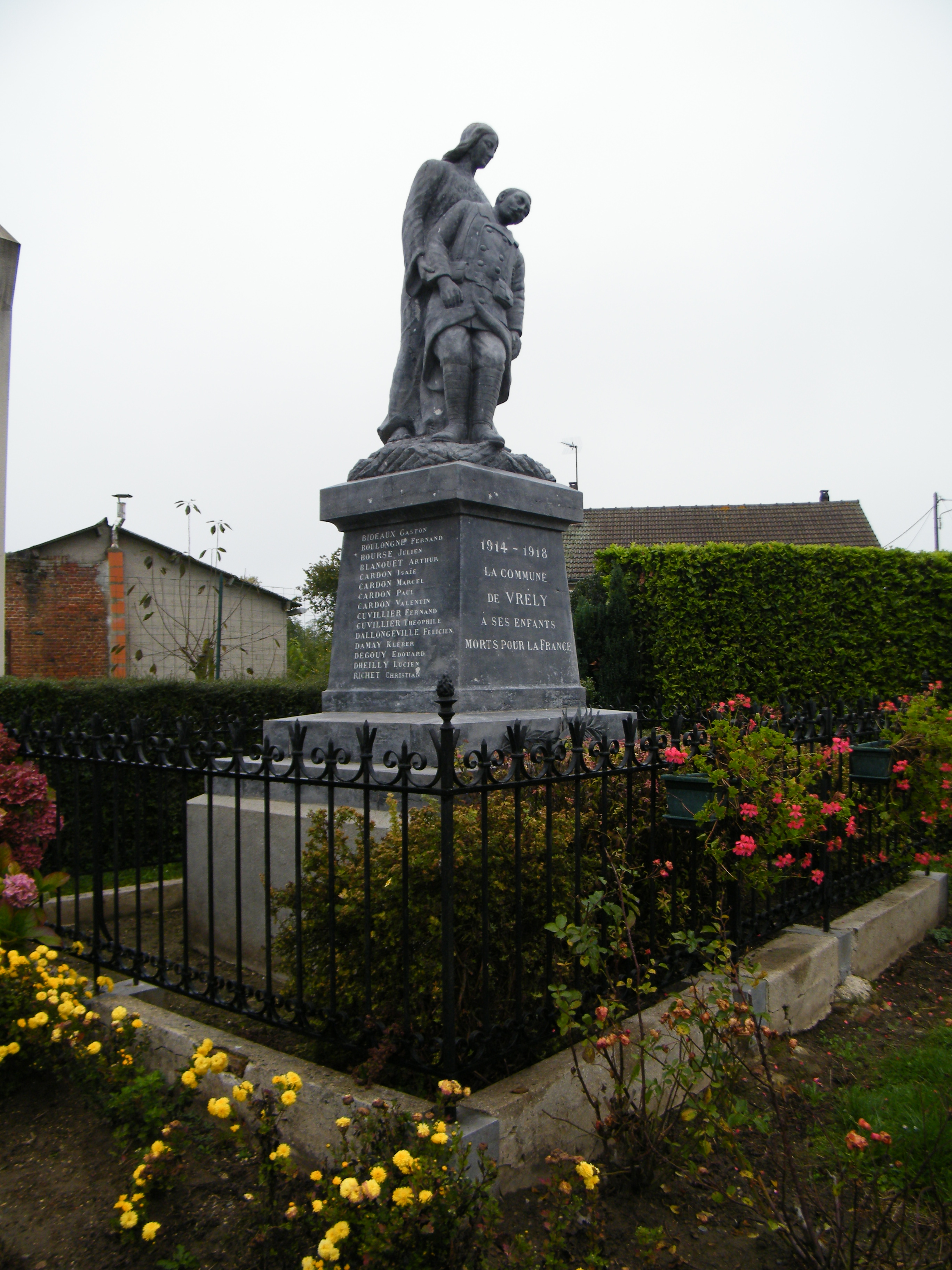
Le monument aux morts.

### Personnalités liées à la commune
- Alfred Dizy, résistant, né à Vrély, fusillé par un peloton d'exécution allemand à la citadelle d'Amiens, le 2 août 1943[45]. Une rue de la commune porte son nom.